# Still (álbum de Joy Division)
Still es el álbum recopilatorio de la banda de post-punk inglesa Joy Division. Incluye material de estudio previamente registrado, así como la grabación de la última presentación en vivo de la banda llevada a cabo en la Universidad de Birmingham. 
La versión para el formato CD fue relanzada en marzo de 1990. Algunas de las grabaciones de estudio fueron postproducidas por los miembros supervivientes de la banda.
El álbum incluye la canción "Ceremony", tocada únicamente una vez en vivo, que más tarde se convertiría en un single de New Order. También cuenta con la canción "Sister Ray" de la banda The Velvet Underground, registrada en vivo en el Moonlight Club en Londres el 2 de abril de 1980.

## Lista de canciones
Todas las canciones fueron compuestas por Ian Curtis, Peter Hook, Stephen Morris y Bernard Sumner, excepto en las que se indican otros nombres.

### Doble Long Play (Factory FACT 40)
Lado uno
1. "Exercise One" – 3:06
2. "Ice Age" – 2:24
3. "The Sound of Music" – 3:55
4. "Glass" – 3:56
5. "The Only Mistake" – 4:17

Lado dos
1. "Walked in Line" – 2:47
2. "The Kill" – 2:15
3. "Something Must Break" – 2:48
4. "Dead Souls" – 4:53
5. "Sister Ray" (en vivo) (John Cale, Sterling Morrison, Lou Reed, Maureen Tucker) – 7:36

Lado tres
1. "Ceremony" (en vivo) – 3:50
2. "Shadowplay" (en vivo) – 3:57
3. "Means to an End" (en vivo) – 4:01
4. "Passover" (en vivo) – 5:10
5. "New Dawn Fades" (en vivo) – 4:01
6. "Twenty Four Hours" (en vivo) - 4:26 (track extra solo incluido en algunas entregas para vinilo y casete)

Lado cuatro
1. "Transmission" (en vivo) – 3:40
2. "Disorder" (en vivo) – 3:24
3. "Isolation" (en vivo) – 3:05
4. "Decades" (en vivo) – 5:47
5. "Digital" (en vivo) – 3:52

### CD 2007 remasterizado (Warner 2564697790)
CD 1 - Still
1. "Exercise One" – 3:06
2. "Ice Age" – 2:24
3. "The Sound of Music" – 3:55
4. "Glass" – 3:56
5. "The Only Mistake" – 4:17
6. "Walked in Line" – 2:47
7. "The Kill" – 2:15
8. "Something Must Break" – 2:48
9. "Dead Souls" – 4:53
10. "Sister Ray" (en vivo) – 7:36
11. "Ceremony" (en vivo) – 3:50
12. "Shadowplay" (en vivo) – 3:57
13. "Means to an End" (en vivo) – 4:01
14. "Passover" (en vivo) – 5:10
15. "New Dawn Fades" (en vivo) – 4:01
16. "Transmission" (en vivo) – 3:40
17. "Disorder" (en vivo) – 3:24
18. "Isolation" (en vivo) – 3:05
19. "Decades" (en vivo) – 5:47
20. "Digital" (en vivo) – 3:52

CD 2 - Live at High Wycombe Town Hall (20 de febrero de 1980)
1. "The Sound of Music" (en vivo)
2. "A Means to an End" (en vivo)
3. "Colony" (en vivo)
4. "Twenty Four Hours" (en vivo)
5. "Isolation" (en vivo)
6. "Love Will Tear Us Apart" (en vivo)
7. "Disorder" (en vivo)
8. "Atrocity Exhibition" (en vivo)
9. "Isolation" (prueba de sonido)
10. "The Eternal" (prueba de sonido)
11. "Ice Age" (prueba de sonido)
12. "Disorder" (prueba de sonido)
13. "The Sound of Music" (prueba de sonido)
14. "A Means to an End" (prueba de sonido)